# Miniopterus tristis
Miniopterus tristis es una especie de murciélago de la familia Vespertilionidae.

## Distribución geográfica
Se encuentra en Indonesia, Papúa Nueva Guinea, Filipinas Islas Salomón y Vanuatu.